# Praha, Nové Město (volební obvod Českého zemského sněmu)
Praha, Nové Město byl volební obvod na pražském Novém Městě, který volil dva poslance Českého zemského sněmu. V rámci kuriového volebního systému se jednalo o skupinu měst a průmyslových míst. Volební obvod byl zřízen s ustavením voleného sněmu v roce 1861 a definitivně zanikl se vznikem Československa roku 1918.
V letech 1872 až 1877 byl poslancem za tento obvod František Palacký.

## Charakteristika obvodu
| Rok           | 1872  | 1873  | 1874  | 1875  | 1876  | 1877  | 1878  | 1883  | 1889  | 1895  | 1901  | 1908  |
| ------------- | ----- | ----- | ----- | ----- | ----- | ----- | ----- | ----- | ----- | ----- | ----- | ----- |
| Počet voličů  | 2 500 | 2 608 | 2 002 | 2 195 | 2 438 | 2 111 | 2 169 | 2 130 | 4 985 | 5 172 | 6 229 | 7 543 |
| Volební účast | 67,6  | 63,2  | 61,9  | 63,6  | 53,2  | 57,5  | 60,4  | 54,6  | 69,0  | 34,9  | 32,6  | 72,9  |

Volby probíhaly většinovým systémem blokového hlasování, kdy měl každý volič dva hlasy; pokud první dva kandidáti nezískali více než 50 % hlasů, konalo se další kolo hlasování. V historii obvodu se tak stalo pouze dvakrát - v letech 1889 a 1908. Volební právo bylo po celou dobu existence okresu omezené podle daňového cenzu, volit mohli pouze občané daných měst platící alespoň 5 zlatých přímých daní. Volební řád nespecifikoval pohlaví oprávněných voličů, v praxi však úřady k volbám připouštěly pouze muže. Pro příklad omezeného volebního práva je možno uvést situaci ze zemských voleb 1908, kdy mělo volební právo něco přes 8 % občanského obyvatelstva.
V obvodě měli silné postavení staročeši, a to až do zemských voleb roku 1895, kdy je v pozici dominantní strany (stejně jako ve zbytku království) vystřídali mladočeši. Zejména v prvních dekádách existence obvodu se také odehrávaly souboje s německou ústavověrnou stranou, jejíž kandidáti obvykle získali 20-30 procent hlasů. Stranický monopol mladočechů byl narušen roku 1908, kdy získal nejvíce hlasů staročeský kandidát Vladimír Srb. Nejtěsnější souboj se konal ve volbách 1889 a 1908.

## Seznam poslanců
| Volby         | Poslanec | Poslanec              | Strana    | Poslanec                   | Poslanec                 | Strana    |
| ------------- | -------- | --------------------- | --------- | -------------------------- | ------------------------ | --------- |
| 1861          |          | František Seitl       | staročeši |                            | František Václav Pštross | staročeši |
| 1867 (leden)  |          | Josef Frič            | staročeši |                            | Bedřich Hanke            | staročeši |
| 1867 (březen) |          | Josef Frič            | staročeši |                            | Bedřich Hanke            | staročeši |
| 1870          |          | Josef Frič            | staročeši |                            | Bedřich Hanke            | staročeši |
| 1872          |          | Josef Frič            | staročeši | František Palacký          | staročeši                |           |
| 1873 dopl.    |          | Josef Frič            | staročeši | František Palacký          | staročeši                |           |
| 1874 dopl.    |          | Josef Frič            | staročeši | František Palacký          | staročeši                |           |
| 1875 dopl.    |          | Josef Frič            | staročeši | František Palacký          | staročeši                |           |
| 1876 dopl.    |          | Josef Frič            | staročeši | František Palacký          | staročeši                |           |
| 1877 dopl.    |          | Josef Jireček         | staročeši |                            | František Pštross        | staročeši |
| 1878          |          | Josef Jireček         | staročeši | Josef Stanislav Práchenský | staročeši                |           |
| 1883          |          | Josef Jireček         | staročeši | Alois Oliva                | staročeši                |           |
| 1889 dopl.    |          | Václav Vladivoj Tomek | staročeši | Alois Oliva                | staročeši                |           |
| 1889          |          | Václav Vladivoj Tomek | staročeši | Jan Toužimský              | staročeši                |           |
| 1895          |          | Gabriel Blažek        | mladočeši |                            | Václav Březnovský        | mladočeši |
| 1901          |          | Gabriel Blažek        | mladočeši |                            | Václav Březnovský        | mladočeši |
| 1908          |          | Vladimír Srb          | staročeši |                            | Karel Groš               | mladočeši |

## Volby

### Volby 1908
| Zemské volby 1908        |                                 |                                 |             |             |             |             |             |             |            |            |            |
| Kandidát                 | Kandidát                        | Strana                          | První volba | První volba | První volba | Druhá volba | Druhá volba | Druhá volba | Užší volba | Užší volba | Užší volba |
| Kandidát                 | Kandidát                        | Strana                          | Hlasy       | %           | ±%          | Hlasy       | %           | ±%          | Hlasy      | %          | ±%         |
|                          | Vladimír Srb                    | Staročeši                       | 2 412       | 43,9        |             | 2 667       | 61,6        |             |            |            |            |
|                          | Karel Groš                      | Mladočeši                       | 1 656       | 30,1        |             | 1 834       | 42,3        |             | 2 787      | 56,0       |            |
|                          | Karel Sokol                     | Státoprávní radikálové          | 1 479       | 26,9        |             | 1 585       | 36,6        |             | 2 187      | 44,0       |            |
|                          | František Hašourek              | Mladočeši                       | 1 291       | 21,7        |             | 1 049       | 24,2        |             |            |            |            |
|                          | Cyril Horáček                   | Staročeši                       | 992         | 18,1        |             | 1 106       | 25,5        |             |            |            |            |
|                          | Emil Pfersche                   | německý kandidát                | 1 050       | 19,1        |             |             |             |             |            |            |            |
|                          | Otto Forchheimer                | německý kandidát                | 1 047       | 19,1        |             |             |             |             |            |            |            |
|                          | Václav Johanis                  | Sociální demokraté              | 232         | 4,2         | +1,3        |             |             |             |            |            |            |
|                          | Jan Havránek                    | Sociální demokraté              | 212         | 3,9         | +1,0        |             |             |             |            |            |            |
|                          | Emanuel Šmucler                 | Spojení katolíci                | 96          | 1,7         |             |             |             |             |            |            |            |
|                          | roztříštěné hlasy               | roztříštěné hlasy               | 48          | 0,9         | -2,8        | 37          | 0,9         |             |            |            |            |
| neplatné a prázdné hlasy | neplatné a prázdné hlasy        | neplatné a prázdné hlasy        | 17          | 0,3         |             | 11          | 0,3         |             | 39         | 0,8        |            |
| Celkem/účast             | Celkem/účast                    | Celkem/účast                    | 5 510       | 72,9        | +40,3       | 4 343       | 57,4        |             | 5 013      | 66,2       |            |
|                          | Staročeši získali od mladočechů | Staročeši získali od mladočechů | ±           |             |             |             |             |             |            |            |            |
|                          | Mladočeši obhájili              | Mladočeši obhájili              | ±           |             |             |             |             |             |            |            |            |

### Volby 1901
| Zemské volby 1901        |                          |                          |             |             |             |
| Kandidát                 | Kandidát                 | Strana                   | První volba | První volba | První volba |
| Kandidát                 | Kandidát                 | Strana                   | Hlasy       | %           | ±%          |
|                          | Václav Březnovský        | Mladočeši                | 1 888       | 93,3        | +9,5        |
|                          | Gabriel Blažek           | Mladočeši                | 1 866       | 92,2        | +5,0        |
|                          | Václav Johanis           | Sociální demokraté       | 59          | 2,9         |             |
|                          | Jan Havránek             | Sociální demokraté       | 58          | 2,9         |             |
|                          | roztříštěné hlasy        | roztříštěné hlasy        | 74          | 3,2         | -6,2        |
| neplatné a prázdné hlasy | neplatné a prázdné hlasy | neplatné a prázdné hlasy | 8           | 0,4         |             |
| Celkem/účast             | Celkem/účast             | Celkem/účast             | 2 032       | 32,6        | -2,3        |
|                          | Mladočeši obhájili       | Mladočeši obhájili       | ±           |             |             |
|                          | Mladočeši obhájili       | Mladočeši obhájili       | ±           |             |             |

### Volby 1895
| Zemské volby 1895        |                                 |                                 |             |             |             |
| Kandidát                 | Kandidát                        | Strana                          | První volba | První volba | První volba |
| Kandidát                 | Kandidát                        | Strana                          | Hlasy       | %           | ±%          |
|                          | Gabriel Blažek                  | Mladočeši                       | 1 538       | 87,2        |             |
|                          | Václav Březnovský               | Mladočeši                       | 1 479       | 83,8        | +47,6       |
|                          | Josef Šimon                     | Katolíci                        | 246         | 13,9        |             |
|                          | roztříštěné hlasy               | roztříštěné hlasy               | 175         | 9,9         | +7,5        |
| neplatné a prázdné hlasy | neplatné a prázdné hlasy        | neplatné a prázdné hlasy        | 42          | 2,3         |             |
| Celkem/účast             | Celkem/účast                    | Celkem/účast                    | 1 806       | 34,9        | -29,6       |
|                          | Mladočeši získali od staročechů | Mladočeši získali od staročechů | ±           |             |             |
|                          | Mladočeši získali od staročechů | Mladočeši získali od staročechů | ±           |             |             |

### Volby 1889
| Zemské volby 1889        |                       |                    |             |             |             |            |            |            |
| Kandidát                 | Kandidát              | Strana             | První volba | První volba | První volba | Užší volba | Užší volba | Užší volba |
| Kandidát                 | Kandidát              | Strana             | Hlasy       | %           | ±%          | Hlasy      | %          | ±%         |
|                          | Václav Vladivoj Tomek | Staročeši          | 1 500       | 43,6        | -43,9       | 1 385      | 56,9       |            |
|                          | Jan Toužimský         | Staročeši          | 1 426       | 41,4        |             | 1 302      | 53,5       |            |
|                          | Julius Grégr          | Mladočeši          | 1 251       | 36,3        |             | 1 098      | 45,1       |            |
|                          | Václav Březnovský     | Mladočeši          | 1 246       | 36,2        |             | 1 081      | 44,4       |            |
|                          | Alexander Richter     | Němečtí liberálové | 700         | 20,3        |             |            |            |            |
|                          | Otto Forchheimer      | Němečtí liberálové | 698         | 20,3        |             |            |            |            |
|                          | roztříštěné hlasy     | roztříštěné hlasy  | 63          | 1,8         | +1,2        |            |            |            |
| neplatné a prázdné hlasy |                       |                    |             |             |             |            |            |            |
| Celkem/účast             | Celkem/účast          | Celkem/účast       | 3 442       | 69,0        | +33,7       | 2 433      | 48,8       |            |
|                          | Staročeši obhájili    | Staročeši obhájili | ±           |             |             |            |            |            |
|                          | Staročeši obhájili    | Staročeši obhájili | ±           |             |             |            |            |            |

### Doplňovací volby v lednu 1889
| Doplňovací zemské volby 1889 |                          |                          |       |      |       |
| Kandidát                     | Kandidát                 | Strana                   | Hlasy | %    | ±%    |
|                              | Václav Vladivoj Tomek    | Staročeši                | 1 527 | 87,5 |       |
|                              | Jaromír Hušek            | Antisemité               | 212   | 12,1 |       |
|                              | roztříštěné hlasy        | roztříštěné hlasy        | 7     | 0,4  | -1,3  |
| neplatné a prázdné hlasy     | neplatné a prázdné hlasy | neplatné a prázdné hlasy | 10    | 0,6  |       |
| Celkem                       | Celkem                   | Celkem                   | 1 756 | 35,3 | -19,3 |
|                              | Staročeši obhájili       | Staročeši obhájili       | ±     |      |       |

### Volby 1883
| Zemské volby 1883        |                          |                          |             |             |             |
| Kandidát                 | Kandidát                 | Strana                   | První volba | První volba | První volba |
| Kandidát                 | Kandidát                 | Strana                   | Hlasy       | %           | ±%          |
|                          | Alois Oliva              | Staročeši                | 794         | 68,7        |             |
|                          | Josef Jireček            | Staročeši                | 776         | 67,2        | -2,4        |
|                          | Riel                     | Ústavověrný              | 337         | 29,2        |             |
|                          | Haase                    | Ústavověrný              | 337         | 29,2        |             |
|                          | František Štolba         | nezávislý                | 29          | 2,5         |             |
|                          | Ladislav Pinkas          | Mladočeši                | 17          | 1,5         |             |
|                          | roztříštěné hlasy        | roztříštěné hlasy        | 20          | 1,7         | +0,4        |
| neplatné a prázdné hlasy | neplatné a prázdné hlasy | neplatné a prázdné hlasy | 7           | 0,6         |             |
| Celkem/účast             | Celkem/účast             | Celkem/účast             | 1 162       | 54,6        | -5,8        |
|                          | Staročeši obhájili       | Staročeši obhájili       | ±           |             |             |
|                          | Staročeši obhájili       | Staročeši obhájili       | ±           |             |             |

### Volby 1878
| Zemské volby 1878        |                            |                          |             |             |             |
| Kandidát                 | Kandidát                   | Strana                   | První volba | První volba | První volba |
| Kandidát                 | Kandidát                   | Strana                   | Hlasy       | %           | ±%          |
|                          | Josef Jireček              | Staročeši                | 891         | 69,6        | -5,5        |
|                          | Josef Stanislav Práchenský | Staročeši                | 883         | 69,0        |             |
|                          | Vinzenz Unterweger         | Ústavověrný              | 388         | 30,3        | +5,4        |
|                          | Gottfried von Rittershain  | Ústavověrný              | 382         | 29,8        |             |
|                          | roztříštěné hlasy          | roztříštěné hlasy        | 16          | 1,3         | +0,5        |
| neplatné a prázdné hlasy | neplatné a prázdné hlasy   | neplatné a prázdné hlasy | 30          | 2,3         |             |
| Celkem/účast             | Celkem/účast               | Celkem/účast             | 1 310       | 60,4        | +2,9        |
|                          | Staročeši obhájili         | Staročeši obhájili       | ±           |             |             |
|                          | Staročeši obhájili         | Staročeši obhájili       | ±           |             |             |

### Doplňovací volby 1877
| Doplňovací zemské volby 1877 |                          |                          |             |             |             |
| Kandidát                     | Kandidát                 | Strana                   | První volba | První volba | První volba |
| Kandidát                     | Kandidát                 | Strana                   | Hlasy       | %           | ±%          |
|                              | Josef Jireček            | Staročeši                | 893         | 75,1        |             |
|                              | František Pštross        | Staročeši                | 891         | 75,0        |             |
|                              | Vinzenz Unterweger       | Ústavověrný              | 296         | 24,9        | +2,1        |
|                              | Eduard Zahn              | Ústavověrný              | 296         | 24,9        | +2,4        |
| neplatné a prázdné hlasy     | neplatné a prázdné hlasy | neplatné a prázdné hlasy | 25          | 2,1         |             |
| Celkem/účast                 | Celkem/účast             | Celkem/účast             | 1 213       | 57,5        | +4,3        |
|                              | Staročeši obhájili       | Staročeši obhájili       | ±           |             |             |
|                              | Staročeši obhájili       | Staročeši obhájili       | ±           |             |             |

### Doplňovací volby 1876
| Doplňovací zemské volby 1876 |                          |                          |             |             |             |
| Kandidát                     | Kandidát                 | Strana                   | První volba | První volba | První volba |
| Kandidát                     | Kandidát                 | Strana                   | Hlasy       | %           | ±%          |
|                              | František Palacký        | Staročeši                | 968         | 75,7        | +7,6        |
|                              | Josef Frič               | Staročeši                | 967         | 75,7        | +7,7        |
|                              | Vinzenz Unterweger       | Ústavověrný              | 291         | 22,8        | -6,9        |
|                              | Eduard Zahn              | Ústavověrný              | 288         | 22,5        | -7,0        |
|                              | roztříštěné hlasy        | roztříštěné hlasy        | 42          | 3,3         | +2,1        |
| neplatné a prázdné hlasy     | neplatné a prázdné hlasy | neplatné a prázdné hlasy | 18          | 1,4         |             |
| Celkem/účast                 | Celkem/účast             | Celkem/účast             | 1 296       | 53,2        | -10,4       |
|                              | Staročeši obhájili       | Staročeši obhájili       | ±           |             |             |
|                              | Staročeši obhájili       | Staročeši obhájili       | ±           |             |             |

### Doplňovací volby 1875
| Doplňovací zemské volby 1875 |                          |                          |             |             |             |
| Kandidát                     | Kandidát                 | Strana                   | První volba | První volba | První volba |
| Kandidát                     | Kandidát                 | Strana                   | Hlasy       | %           | ±%          |
|                              | František Palacký        | Staročeši                | 941         | 68,1        | -0,6        |
|                              | Josef Frič               | Staročeši                | 939         | 68,0        | -0,9        |
|                              | Vinzenz Unterweger       | Ústavověrný              | 410         | 29,7        | +1,1        |
|                              | Eduard Zahn              | Ústavověrný              | 407         | 29,5        |             |
|                              | Karel Sladkovský         | Mladočeši                | 24          | 1,7         | +0,6        |
|                              | Julius Grégr             | Mladočeši                | 13          | 0,9         | +0,2        |
|                              | roztříštěné hlasy        | roztříštěné hlasy        | 16          | 1,2         |             |
| neplatné a prázdné hlasy     | neplatné a prázdné hlasy | neplatné a prázdné hlasy | 16          | 1,1         |             |
| Celkem/účast                 | Celkem/účast             | Celkem/účast             | 1 397       | 63,6        | +1,7        |
|                              | Staročeši obhájili       | Staročeši obhájili       | ±           |             |             |
|                              | Staročeši obhájili       | Staročeši obhájili       | ±           |             |             |

### Doplňovací volby 1874
| Doplňovací zemské volby 1874 |                          |                          |             |             |             |
| Kandidát                     | Kandidát                 | Strana                   | První volba | První volba | První volba |
| Kandidát                     | Kandidát                 | Strana                   | Hlasy       | %           | ±%          |
|                              | Josef Frič               | Staročeši                | 850         | 68,9        | +1,4        |
|                              | František Palacký        | Staročeši                | 847         | 68,7        | +1,1        |
|                              | Vinzenz Unterweger       | Ústavověrný              | 353         | 28,6        |             |
|                              | Hancke                   | Ústavověrný              | 353         | 28,6        |             |
|                              | Karel Sladkovský         | Mladočeši                | 14          | 1,1         |             |
|                              | Julius Grégr             | Mladočeši                | 9           | 0,7         |             |
| neplatné a prázdné hlasy     | neplatné a prázdné hlasy | neplatné a prázdné hlasy | 6           | 0,5         |             |
| Celkem/účast                 | Celkem/účast             | Celkem/účast             | 1 239       | 61,9        | -1,8        |
|                              | Staročeši obhájili       | Staročeši obhájili       | ±           |             |             |
|                              | Staročeši obhájili       | Staročeši obhájili       | ±           |             |             |

### Doplňovací volby 1873
| Doplňovací zemské volby 1873 |                          |                          |             |             |             |
| Kandidát                     | Kandidát                 | Strana                   | První volba | První volba | První volba |
| Kandidát                     | Kandidát                 | Strana                   | Hlasy       | %           | ±%          |
|                              | František Palacký        | Staročeši                | 1 105       | 67,6        | +0,6        |
|                              | Josef Frič               | Staročeši                | 1 104       | 67,5        | +0,5        |
|                              | R. Haase                 | Ústavověrný              | 520         | 31,8        |             |
|                              | A. Hermann               | Ústavověrný              | 519         | 31,7        |             |
|                              | roztříštěné hlasy        | roztříštěné hlasy        | 22          | 1,3         |             |
| neplatné a prázdné hlasy     | neplatné a prázdné hlasy | neplatné a prázdné hlasy | 14          | 0,8         |             |
| Celkem/účast                 | Celkem/účast             | Celkem/účast             | 1 649       | 63,2        | -4,4        |
|                              | Staročeši obhájili       | Staročeši obhájili       | ±           |             |             |
|                              | Staročeši obhájili       | Staročeši obhájili       | ±           |             |             |

### Volby 1872
| Zemské volby 1872        |                          |                          |             |             |             |
| Kandidát                 | Kandidát                 | Strana                   | První volba | První volba | První volba |
| Kandidát                 | Kandidát                 | Strana                   | Hlasy       | %           | ±%          |
|                          | František Palacký        | Staročeši                | 1 121       | 67,0        |             |
|                          | Josef Frič               | Staročeši                | 1 121       | 67,0        | -11,3       |
|                          | Joseph Kaulich           | Ústavověrný              | 556         | 33,3        |             |
|                          | Johann Freisleben        | Ústavověrný              | 546         | 32,7        |             |
| neplatné a prázdné hlasy | neplatné a prázdné hlasy | neplatné a prázdné hlasy | 19          | 1,1         |             |
| Celkem/účast             | Celkem/účast             | Celkem/účast             | 1 691       | 67,6        |             |
|                          | Staročeši obhájili       | Staročeši obhájili       | ±           |             |             |
|                          | Staročeši obhájili       | Staročeši obhájili       | ±           |             |             |

### Volby 1870
| Zemské volby 1870        |                    |                    |             |             |             |
| Kandidát                 | Kandidát           | Strana             | První volba | První volba | První volba |
| Kandidát                 | Kandidát           | Strana             | Hlasy       | %           | ±%          |
|                          | Bedřich Hanke      | Staročeši          | 1 065       | 78,5        | +5,3        |
|                          | Josef Frič         | Staročeši          | 1 062       | 78,3        | +5,0        |
|                          | Bernhard Eichmann  | Ústavověrný        | 281         | 20,7        |             |
|                          | Alois Janek        | Ústavověrný        | 281         | 20,7        |             |
|                          | roztříštěné hlasy  | roztříštěné hlasy  | 23          | 1,7         | +0,7        |
| neplatné a prázdné hlasy |                    |                    |             |             |             |
| Celkem/účast             | Celkem/účast       | Celkem/účast       | 1 356       |             |             |
|                          | Staročeši obhájili | Staročeši obhájili | ±           |             |             |
|                          | Staročeši obhájili | Staročeši obhájili | ±           |             |             |

### Volby 1867 (březen)
| Zemské volby 1867 (březen) |                          |                          |             |             |             |
| Kandidát                   | Kandidát                 | Strana                   | První volba | První volba | První volba |
| Kandidát                   | Kandidát                 | Strana                   | Hlasy       | %           | ±%          |
|                            | Josef Frič               | Staročeši                | 1 115       | 73,3        | -2,1        |
|                            | Bedřich Hanke            | Staročeši                | 1 114       | 73,2        | -0,8        |
|                            | Franz Fürst              | Ústavověrný              | 402         | 26,4        | +0,2        |
|                            | Joseph Maschka           | Ústavověrný              | 399         | 26,2        | +2,2        |
|                            | roztříštěné hlasy        | roztříštěné hlasy        | 15          | 1,0         | +0,6        |
| neplatné a prázdné hlasy   | neplatné a prázdné hlasy | neplatné a prázdné hlasy | 2           | 0,1         |             |
| Celkem/účast               | Celkem/účast             | Celkem/účast             | 1 524       |             |             |
|                            | Staročeši obhájili       | Staročeši obhájili       | ±           |             |             |
|                            | Staročeši obhájili       | Staročeši obhájili       | ±           |             |             |

### Volby 1867 (leden)
| Zemské volby 1867 (leden) |                          |                          |             |             |             |
| Kandidát                  | Kandidát                 | Strana                   | První volba | První volba | První volba |
| Kandidát                  | Kandidát                 | Strana                   | Hlasy       | %           | ±%          |
|                           | Josef Frič               | Staročeši                | 703         | 75,4        |             |
|                           | Bedřich Hanke            | Staročeši                | 690         | 74,0        |             |
|                           | Franz Fürst              | Ústavověrný              | 244         | 26,2        |             |
|                           | Joseph Maschka           | Ústavověrný              | 224         | 24,0        |             |
|                           | roztříštěné hlasy        | roztříštěné hlasy        | 4           | 0,4         | -10,7       |
| neplatné a prázdné hlasy  | neplatné a prázdné hlasy | neplatné a prázdné hlasy | 2           | 0,2         |             |
| Celkem/účast              | Celkem/účast             | Celkem/účast             | 934         |             |             |
|                           | Staročeši obhájili       | Staročeši obhájili       | ±           |             |             |
|                           | Staročeši obhájili       | Staročeši obhájili       | ±           |             |             |

### Doplňovací volby v dubnu 1861
Vzhledem k tomu, že byl František Palacký zvolen poslancem ve více volebních obvodech, na mandát na Novém Městě rezignoval a konaly se doplňovací volby.
| Doplňovací zemské volby 1861 |                             |                    |             |             |             |
| Kandidát                     | Kandidát                    | Strana             | První volba | První volba | První volba |
| Kandidát                     | Kandidát                    | Strana             | Hlasy       | %           | ±%          |
|                              | František Václav Pštross    | Staročeši          | 663         | 61,2        |             |
|                              | Joseph Wilhelm von Löschner | Ústavověrný        | 420         | 38,8        | +3,3        |
| neplatné a prázdné hlasy     |                             |                    |             |             |             |
| Celkem/účast                 | Celkem/účast                | Celkem/účast       | 1 083       |             |             |
|                              | Staročeši obhájili          | Staročeši obhájili | ±           |             |             |

### Volby 1861
| Zemské volby 1861        |                                |                                |             |             |             |
| Kandidát                 | Kandidát                       | Strana                         | První volba | První volba | První volba |
| Kandidát                 | Kandidát                       | Strana                         | Hlasy       | %           | ±%          |
|                          | František Seitl                | Staročeši                      | 812         | 79,6        |             |
|                          | František Palacký              | Staročeši                      | 621         | 60,9        |             |
|                          | Joseph Wilhelm von Löschner    | Ústavověrný                    | 382         | 37,5        |             |
|                          | Theodor Pilz                   | Ústavověrný                    | 112         | 11,0        |             |
|                          | roztříštěné hlasy              | roztříštěné hlasy              | 113         | 11,1        |             |
| neplatné a prázdné hlasy |                                |                                |             |             |             |
| Celkem/účast             | Celkem/účast                   | Celkem/účast                   | 1 020       |             |             |
|                          | Staročeši získali (nový obvod) | Staročeši získali (nový obvod) | ±           |             |             |
|                          | Staročeši získali (nový obvod) | Staročeši získali (nový obvod) | ±           |             |             |